# Giuseppe Ercolani
Giuseppe Maria Ercolani, né à Pergola le 20 juin 1672 et mort à Rome le 22 avril 1759, est  un littérateur italien.

## Biographie
Giuseppe Maria Ercolani naquit vers 1690, à Pergola, d’une famille patricienne. Ayant achevé ses études à Rome, il embrassa l’état ecclésiastique et parvint rapidement aux honneurs de la prélature, il consacra sa vie à la culture des lettres, partageant ses loisirs entre l’étude et la société, dont il faisait, les délices par les charmes de son esprit. Il mourut à Rome vers l’an 1760. Il était, membre de l’Académie d'Arcadie, sous le nom de Neralco Castrimeniano, qu’il a pris à la tête de ses ouvrages.

## Œuvres
- Maria, rime, Padoue, Comino, 1725—28, 2 vol. in-8o, fig.; belle édition très-recherchée des amateurs. Une caisse adressée à l’auteur, qui contenait 200 exemplaires du second volume, ayant été perdue, il est plus rare que le premier. Ce recueil de poésies pieuses eut un grand succès en Italie. Il a été réimprimé : Brescia, 1731 ; Bologne, 1732 ; Venise, 1755, 1758, etc.
- La Sulamitide, boschereccia sacra, Rome, 1731, in-8°. Ce petit poème est regardé comme un chef-d'œuvre. Il a été réimprimé plusieurs fois, entre autres à la suite des Rime a Maria, Rome, 1764.
- I tre ordini della architettura, dorico, ionico e corintio, presi dalle fabbriche più celebri dell’antica Roma e posti in uso con nuovo esattisimo metodo, Ibid., 1744, in-fol., fig., ouvrage rare et estimé.
- Le quattro parti del mondo geograficamente descritte, Ibid., 1756, in-8o avec une carte. On peut consulter, pour plus de détails, l’éloge de ce prélat dans les Annali letterar. d’Italia, t. 3, 1re partie, p. 37.